# Raveniola zyuzini
Espèce
Raveniola zyuzini est une espèce d'araignées mygalomorphes de la famille des Nemesiidae.

## Distribution
Cette espèce est endémique de la province de Sourkhan-Daria en Ouzbékistan,. Elle se rencontre dans les monts Babatag.

## Description
Le mâle holotype mesure 12,20 mm et la femelle paratype 13,00 mm.

## Systématique et taxinomie
Cette espèce a été décrite par Zonstein en 2024.

## Étymologie
Cette espèce est nommée en l'honneur d'Alexei A. Zyuzin (1951–2021).

## Publication originale
- Zonstein, 2024 : « A revision of the spider genus Raveniola (Araneae, Nemesiidae). II. Species from Central Asia. » European Journal of Taxonomy, vol. 967, p. 1-185 (texte intégral).